# Estadio Víctor Manuel Reyna
El Estadio Víctor Manuel Reyna o Estadio Zoque V.M.R., conocido como "La Selva del Jaguar" o "Selva Chiapaneca", es un estadio de fútbol que se localiza en la ciudad de Tuxtla Gutiérrez, capital del estado de Chiapas.

## Historia
El estadio fue construido en el año de 1982, bajo el denominado Plan Chiapas, originalmente tenía la capacidad de albergar a 6,000 espectadores; fue inaugurado el 27 de diciembre de 1983 con el partido amistoso entre Estudiantes de Chiapas (extinto) y el Club América.
El nombre actual del estadio es en honor a Víctor Manuel Reyna Aguilar (1910-1973), profesor de educación física en Tuxtla Gutiérrez, quien creó las primeras ligas de futbol municipal y estatal, esto en los años 50. Se distinguía no solo por invertir gran parte de su sueldo en equipar a niños de la calle para la práctica de ese deporte, sino también en transmitirles a los jóvenes amplios valores sociales. Es considerado el padre del futbol en Chiapas. 
El primer gol fue una 'palomita' anotada por un joven de nombre Martin Cañaveral Interiano, delantero de Estudiantes de Chiapas (extinto), en el partido inaugural ante la escuadra americanista.    
A lo largo de su historia, el estadio ha sido sede de equipos que han participado en todas las categorías del futbol mexicano. En Primera División, se han disputado 10 series de liguilla (9 juegos de 4tos. de final y 1 repechaje). En el 2011, acogió partidos de Copa Libertadores. 
Además, ha sido sede de 4 partidos de la Selección de fútbol de México; 3 amistosos (frente a las selecciones de Ecuador, Honduras y Guatemala) y un juego de eliminatoria –rumbo a Sudáfrica 2010– frente a la selección de Canadá. 
En el 2016, recibió la visita del Papa Francisco, donde dirigió un mensaje a la familia.

## Instalaciones

### Cancha
Cuenta con un sistema de riego computarizado y un sistema de drenaje que evita encharcamientos aún en condiciones de fuertes lluvias, las cuales son características en la ciudad en el verano y otoño. El pasto de la cancha es variado debido al clima de la ciudad, por ello cuenta con tres variedades como el pasto común, Sahara y el  328, que son tolerantes al calor y las lluvias.

### Gimnasio
El gimnasio está equipado con modernos aparatos como el bike goo, glidex 600, abductor, abdominal crunch, vertical traction, arm extension, rutary calf, pulley, lat machine, glute, leg press, lower back, leg curl, leg extension y technogim Ce.

### Sala de Medios
Para presentaciones, conferencias y entrevistas, el estadio cuenta con una sala con 40 asientos, mesas, sonido local, proyectores, pantallas, teléfonos, entre otros dispositivos para los medios de comunicación.

### Estacionamiento
El estadio cuenta con tres estacionamientos para albergar 1245 vehículos. El estacionamiento preferente cuenta con 150 cajones ubicado entre Calzada de las Etnias y Boulevard Fidel Velázquez. El estacionamiento sur cuenta con 195 cajones ubicados entre Calzada de las Etnias y la Unidad Deportiva. Y el estacionamiento norte cuenta con 900 cajones ubicados en el Libramiento Norte en circulación de poniente a oriente. 
Además, el estadio cuenta con un estacionamiento exclusivo en el interior para jugadores y directivos. La entrada es por el Acceso 4 y estacionamiento norte.

### Tribunas
Las zonas son: Cabecera Norte (6,702 lugares), Cabecera Sur (6,734 lugares), Preferente (7,733 lugares), Numerado Preferente (538 asientos numerados), Platea VIP (1724 asientos numerados), Zona VIP (40 asientos numerados) y Super Palco (37 asientos numerados).

### Centro de Atención Médica
Es una área de 42 m², ubicado debajo de la zona de Plateas VIP. Dentro se encuentra un consultorio, una sala de rehabilitación de fisioterapia, hidroterapia y baños.

### Vestidores
Cuenta con todos los requerimientos necesarios para la comodidad de los futbolistas como casilleros, tina de hidromasaje, pantallas y un área climatizada. Además, cuenta con un vestidor propio para el cuerpo técnico, equipo visitante, árbitros, edecanes y equipos de fuerzas básicas.

## Ubicación
El recinto deportivo se encuentra ubicado en la zona norte-oriente de la ciudad, en la Calzada de la Etnias s/n a un lado de la ciudad deportiva de Tuxtla Gutiérrez.

## Infraestructura
El complejo deportivo se encuentra unido con las áreas del ISSTECH (Instituto de seguridad social para los trabajadores del estado de Chiapas) y cuenta con: canchas de básquetbol, canchas de tenis, frontenis y alberca olímpica.

## Remodelación
En el 2014, el estadio incrementó su capacidad al ampliar el graderío; en la parte exterior se construyó una estructura metálica semi envolvente en color verde y se le agregó el escudo del equipo; en la noche, la estructura muestra una serie de luces. 
En el 2015, previo a recibir a la selección mexicana, el 'Zoque' sufrió otro cambio y es que se añadió un palco en la zona preferente, ya que el partido de la selección se trasmitiría en televisión abierta (Televisa y TV Azteca), televisión de paga por TDN y televisión local –solo para Chiapas–. 

## Partidos de la selección mexicana de futbol (varonil)
| Amistoso; 10 de marzo del 2004 | México                                      | 2:1 (2:1) | Ecuador           | Estadio Víctor Manuel Reyna,                              |                                                           |
| 15:00                          | Diego Alfonso Martínez 10' · Omar Bravo 30' |           | Edison Méndez 32' | Asistencia: 25,000 espectadores Árbitro(s): Carlos Batres | Asistencia: 25,000 espectadores Árbitro(s): Carlos Batres |

| Clasificación del Mundial de 2010; 10 de septiembre del 2008 | México                  | 2:1 (0:0) | Canadá    | Estadio Víctor Manuel Reyna,                            |                                                         |
| 20:00                                                        | Bravo 59' · Márquez 73' | Reporte   | Gerba 78' | Asistencia: 25,000 espectadores Árbitro(s): Neal Brizan | Asistencia: 25,000 espectadores Árbitro(s): Neal Brizan |

| Amistoso; 9 de octubre del 2014 | México                      | 2:0 (2:0) | Honduras | Estadio Víctor Manuel Reyna,                               |                                                            |
| 20:00                           | Chicharito 22' · Alanís 37' | Reporte   |          | Asistencia: 30,000 espectadores Árbitro(s): Wálter Quesada | Asistencia: 30,000 espectadores Árbitro(s): Wálter Quesada |

| Amistoso; 30 de mayo del 2015 | México                          | 3:0 (1:0) | Guatemala | Estadio Víctor Manuel Reyna,                                 |                                                              |
| 20:00                         | Herrera 30', 63' · Tecatito 74' | Reporte   |           | Asistencia: 30,000 espectadores Árbitro(s): Baldomero Toledo | Asistencia: 30,000 espectadores Árbitro(s): Baldomero Toledo |